# Chenistonia hickmani
Chenistonia hickmani là một loài nhện trong họ Nemesiidae.
Chenistonia hickmani được miêu tả năm 1984 bởi Raven.